# Glottiphyllum longum
Glottiphyllum longum es una espècie de planta suculenta que pertany a la família de les aïzoàcies (Aizoaceae). És l'espècie més difosa de Glottiphyllum i la que es cultiva més sovint.

## Descripció

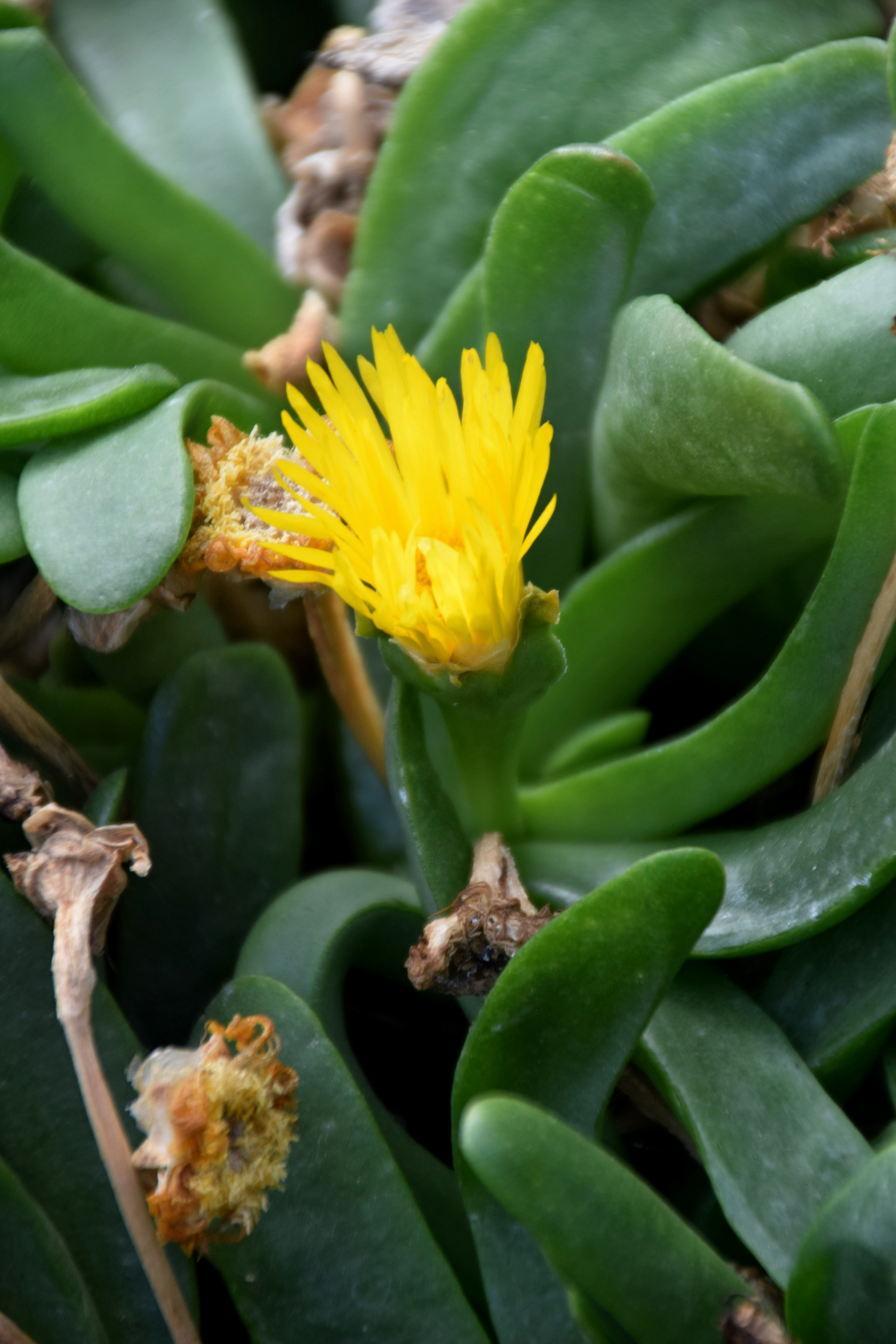
Detall de fulles en forma de llengua i llargues tiges fructíferes de G.longum.

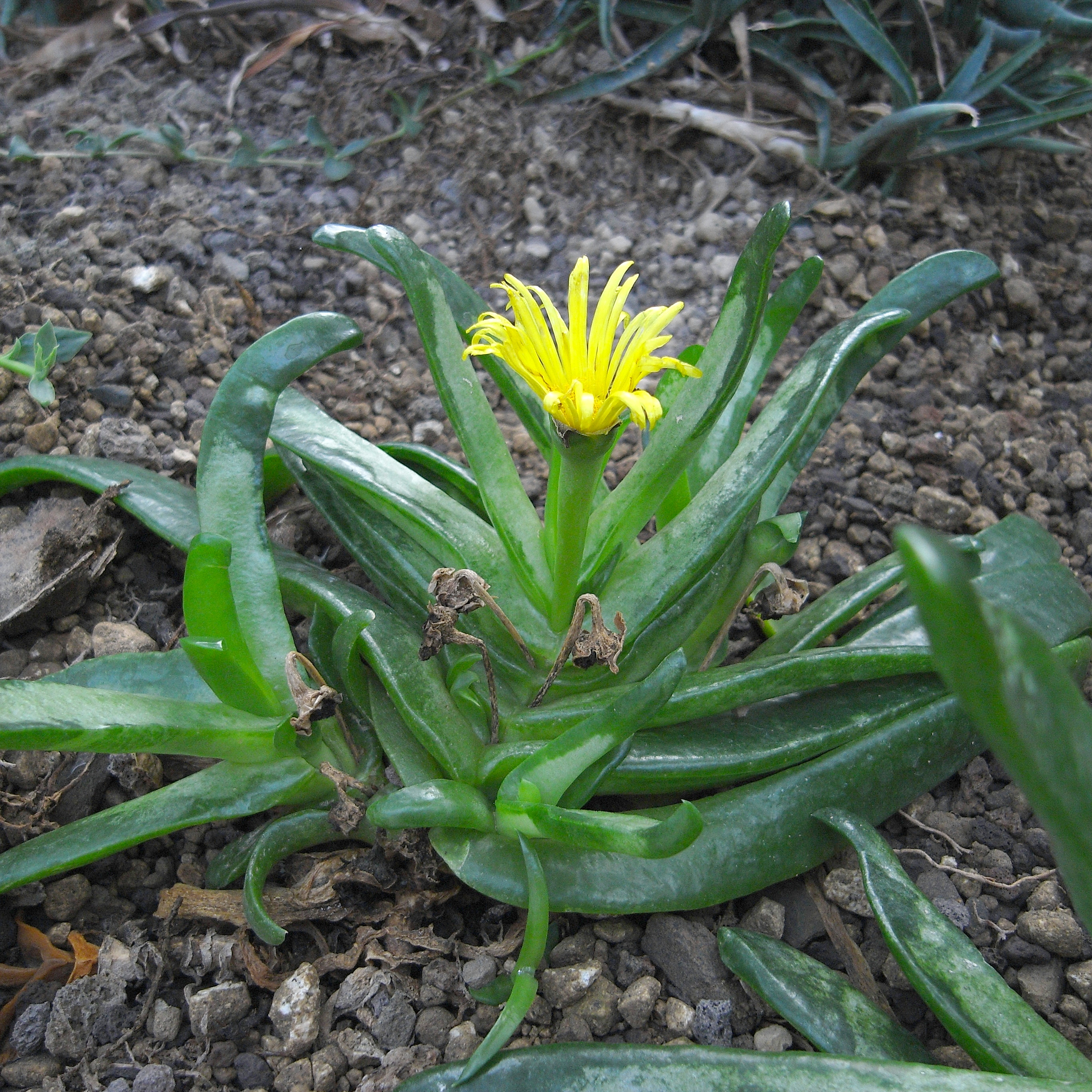
Les fulles de G.longum neixen en dues files oposades (dístiques)

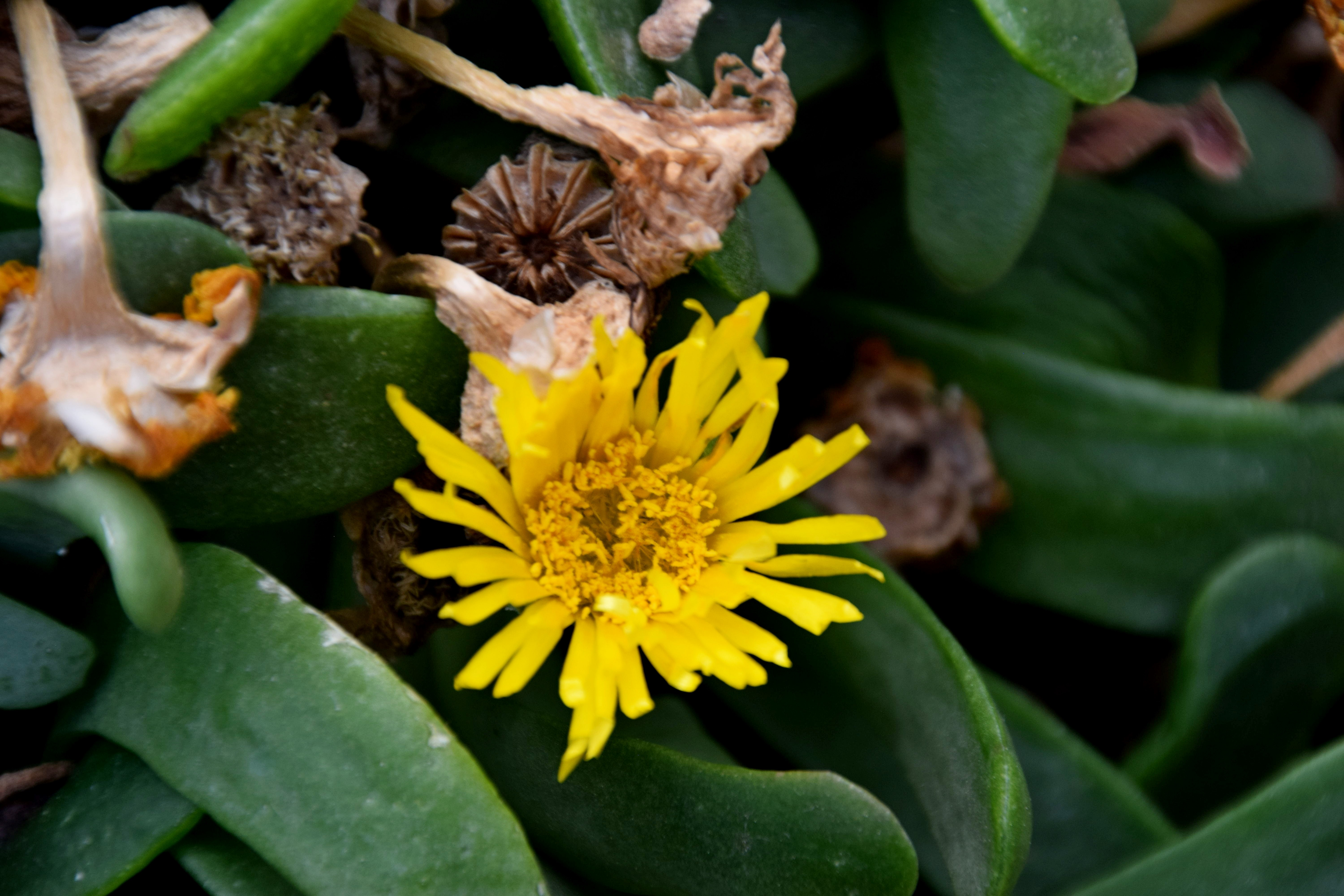
Les flors i les càpsules de llavors neixen sobre llargues tiges, que romanen a la planta durant molts anys.

Es pot distingir d'espècies emparentades perquè les seves fulles, que són planes, verdes, carnoses i en forma de llengua, neixen totes en dues fileres oposades (dístiques), ajagudes i majoritàriament postrades arran de terra.
Les fulles són allargades en forma de tira amb els marges arrodonits. De vegades són lleugerament corbats o amb les puntes cap amunt, però no en forma de ganxo. Tenen cèl·lules epidèrmiques al marge de les fulles orientades horitzontalment i no allargades.
Els fruits neixen de tiges llargues. Les càpsules de les llavors tenen nou o més lòculs i mantenen a la tija durant molts anys. Les llavors són molt petites i allisades pels costats.

### Distinció deGlottiphylum depressum
Aquesta espècie es confon de vegades amb Glottiphyllum depressum, que té una distribució semblant. Mentre que les flors i fruits de G. longum es troben en tiges llargues i romanen a la planta durant molt de temps, les flors i el fruits de G. depressum no tenen tiges llargues i, per tant, es mantenen enganxades a la tija de la planta. La càpsula de les seves llavors té una base molt suau i esponjosa, i tota la càpsula es degrada i cau poc després d'alliberar la llavor. La part superior de la càpsula de les llavors té unes valves molt gruixudes i elevades en una cúpula alta, que està envoltada per una vora baixa poc visible.
Les fulles de G. longum també són sovint més llargues. Les fulles de G. depressum tenen depressions en forma de ganxo més evidents a les seves fulles, que sovint també són una mica més erectes. Les parets cel·lulars de les cèl·lules epidèrmiques de les seves fulles són ondulades.

## Distribució i hàbitat
Aquesta espècie és la més estesa i comuna de tot el gènere Glottiphyllum. En el seu hàbitat original, a Sud-àfrica, es troba en matolls arbustius, en sòls argilosos i arenosos, des de prop de Ceres a l'oest, al llarg de les regions del Petit Karoo i Overberg, fins a la regió d'Albany del Cap Oriental. Aquí, a l'extrem oriental de la seva distribució, coexisteix amb l'espècie a la qual també s'assembla més, el seu parent proper Glottiphyllum grandiflorum.

## Taxonomia
Glottiphyllum longum va ser descrit per (Haw.) N.E.Br. i publicat a The Gardeners' Chronicle & Agricultural Gazette, Ser. III. lxxi. 9, a l'any 1922.
Etimologia
Glottiphyllum: nom genèric que prové del grec "γλωττίς" (glotis = llengua) i "φύλλον" (phyllos = fulla).
longum: epítet llatí que significa "llarg".
Sinonímia
- Glottiphyllum cultratum (Salm-Dyck) N.E.Br.
- Glottiphyllum davisii L.Bolus
- Glottiphyllum erectum N.E.Br.
- Glottiphyllum latum N.E.Br.
- Glottiphyllum obliquum (Willd.) N.E.Br.
- Glottiphyllum propinquum N.E.Br.
- Glottiphyllum pustulatum (Haw.) N.E.Br.
- Glottiphyllum uncatum (Haw.) N.E.Br.
- Mesembryanthemum adscendens Haw.
- Mesembryanthemum cultratum Salm-Dyck
- Mesembryanthemum latum Haw.
- Mesembryanthemum linguiforme auct.
- Mesembryanthemum longum Haw.
- Mesembryanthemum lucidum Haw.
- Mesembryanthemum medium Haw.
- Mesembryanthemum obliquum Willd.
- Mesembryanthemum pustulatum Haw.
- Mesembryanthemum uncatum (Haw.) Salm-Dyck[4][5]